# Mohamed El Yousfi
Mohamed El Yousfi (en arabe : محمد اليوسفي), né le 18 janvier 1991, est un joueur de football international marocain, évoluant au poste de gardien de but au Moghreb de Tétouan.

## Biographie
Mohamed El Yousfi est champion du Maroc en 2012 avec le Moghreb de Tétouan. Toutefois, il ne dispute que deux matchs en championnat cette saison-là.

## Statistiques
| Matches internationaux de Mohamed El Yousfi | Matches internationaux de Mohamed El Yousfi | Matches internationaux de Mohamed El Yousfi | Matches internationaux de Mohamed El Yousfi | Matches internationaux de Mohamed El Yousfi | Matches internationaux de Mohamed El Yousfi | Matches internationaux de Mohamed El Yousfi | Matches internationaux de Mohamed El Yousfi |
| 0                                           | Date                                        | Lieu                                        | Adversaire                                  | Score                                       | Résultats                                   | Compétitions                                |                                             |
| ------------------------------------------- | ------------------------------------------- | ------------------------------------------- | ------------------------------------------- | ------------------------------------------- | ------------------------------------------- | ------------------------------------------- | ------------------------------------------- |
| 1                                           | 5 mars 2014                                 | Grand Stade de Marrakech, Marrakech, Maroc  | Gabon                                       | —                                           | 1-1                                         | Match amical                                |                                             |

## Carrière
- 2010 -  Moghreb de Tétouan[2]

## Palmarès
Moghreb de Tétouan :
- Championnat du Maroc
  - Champion en 2012
  - Champion en 2014

### Distinction personnelle
- Meilleur gardien de but de la Botola Pro (2013-2014)[3].